# Copa del Món de ciclisme en pista de 2000
La Copa del Món de ciclisme en pista de 2000 va ser la 8a edició de la Copa del Món de ciclisme en pista. Es va celebrar del 19 de maig de 2000 al 13 d'agost de 2000 amb la disputa de cinc proves.

## Proves
| Data              | Lloc            |
| ----------------- | --------------- |
| 19-21 maig 2000   | Moscou          |
| 26-28 maig 2000   | Cali            |
| 16-18 juny 2000   | Ciutat de Mèxic |
| 14-16 juliol 2000 | Torí            |
| 11-13 agost 2000  | Ipoh            |

## Resultats

### Masculins
| Event                 | Guanyador                                                                           | Segon                                                                                      | Tercer                                                                           |
| Moscou                | Moscou                                                                              | Moscou                                                                                     | Moscou                                                                           |
| --------------------- | ----------------------------------------------------------------------------------- | ------------------------------------------------------------------------------------------ | -------------------------------------------------------------------------------- |
| Keirin                | Jan van Eijden (GER)                                                                | Pavel Buráň (CZE)                                                                          | Ainārs Ķiksis (LAT)                                                              |
| Quilòmetre            | Hervé Robert Thuet (FRA)                                                            | José Antonio Escuredo (ESP)                                                                | Jason Queally (GBR)                                                              |
| Velocitat             | Laurent Gané (FRA)                                                                  | Roberto Chiappa (ITA)                                                                      | Jan van Eijden (GER)                                                             |
| Velocitat per equips  | Espanya · Salvador Melià · José Antonio Villanueva · José Antonio Escuredo          | Regne Unit · Chris Hoy · Jason Queally · Craig MacLean                                     | Letònia · Ivo Lakučs · Ainārs Ķiksis · Viesturs Bērziņš                          |
| Persecució            | Jens Lehmann (GER)                                                                  | Francis Moreau (FRA)                                                                       | Aleksei Màrkov (RUS)                                                             |
| Persecució per equips | Rússia · Denis Smyslov · Vladimir Karpets · Edouard Gritsoun · Aleksei Màrkov       | Alemanya · Jens Lehmann · Christian Bach · Sébastian Siedler · Andreas Müller              | França · Damien Pommereau · Cyril Bos · Philippe Ermenault · Francis Moreau      |
| Puntuació             | Lubor Tesař (CZE)                                                                   | Franz Stocher (AUT)                                                                        | Joan Llaneras (ESP)                                                              |
| Madison               | Dinamarca · Jacob Filipowicz · Jimmy Hansen                                         | Àustria · Franz Stocher · Roland Garber                                                    | Bèlgica · Matthew Gilmore · Frank Corvers                                        |
| Cali                  |                                                                                     |                                                                                            |                                                                                  |
| Keirin                | Ivan Vrba (CZE)                                                                     | Darryn Hill (AUS)                                                                          | Roberto Chiappa (ITA)                                                            |
| Quilòmetre            | Arnaud Duble (FRA)                                                                  | Shane Kelly (AUS)                                                                          | Garen Bloch (RSA)                                                                |
| Velocitat             | Martin Nothstein (EUA)                                                              | Vincent Le Quellec (FRA)                                                                   | Florian Rousseau (FRA)                                                           |
| Velocitat per equips  | Espanya · Salvador Melià · José Antonio Villanueva · José Antonio Escuredo          | França · Arnaud Duble · Vincent Le Quellec · Florian Rousseau                              | Grècia · George Chimonetos · Dimitris Georgalis · Labros Vassilopoulos           |
| Persecució            | Dylan Casey (EUA)                                                                   | Gary Anderson (NZL)                                                                        | Robert Slippens (NED)                                                            |
| Persecució per equips | Nova Zelanda · Timothy Carswell · Gregory Henderson · Lee Vertongen · Gary Anderson | Austràlia · Graeme Brown · Brent Dawson · Ashley Hutchinson · Stephen Wooldridge           | Estats Units · Dylan Casey · Derek Bouchard-Hall · Erin Hartwell · Thomas Mulkey |
| Puntuació             | Marlon Pérez (COL)                                                                  | Franz Stocher (AUT)                                                                        | Glen Thompson (NZL)                                                              |
| Madison               | Austràlia · Ashley Hutchinson · Graeme Brown                                        | Nova Zelanda · Timothy Carswell · Glen Thompson                                            | Àustria · Werner Riebenbauer · Franz Stocher                                     |
| Ciutat de Mèxic       |                                                                                     |                                                                                            |                                                                                  |
| Keirin                | Roberto Chiappa (ITA)                                                               | Eyk Pokorny (GER)                                                                          | Jobie Dajka (AUS)                                                                |
| Quilòmetre            | Arnaud Tournant (FRA)                                                               | Ben Kersten (AUS)                                                                          | Grzegorz Krejner (POL)                                                           |
| Velocitat             | Eyk Pokorny (GER)                                                                   | Mickaël Bourgain (FRA)                                                                     | Viesturs Bērziņš (LAT)                                                           |
| Velocitat per equips  | França · Arnaud Duble · Arnaud Tournant · Mickaël Bourgain                          | Alemanya · Carsten Bergemann · Eyk Pokorny · Matthias John                                 | Letònia · Ivo Lakučs · Ainārs Ķiksis · Viesturs Bērziņš                          |
| Persecució            | Stefan Steinweg (GER)                                                               | Andrea Collinelli (ITA)                                                                    | Philippe Ermenault (FRA)                                                         |
| Persecució per equips | Itàlia · Mario Benetton · Andrea Collinelli · Mauro Trentini · Ivan Quaranta        | Països Baixos · John den Braber · Jens Mouris · Robert Slippens · Wilco Zuijderwijk        | França · Franck Perque · Fabien Merciris · Philippe Ermenault · Julien Tejada    |
| Puntuació             | Matthew Gilmore (BEL)                                                               | Wilco Zuijderwijk (NED)                                                                    | Adriano Baffi (ITA)                                                              |
| Madison               | Espanya · Isaac Gálvez · Joan Llaneras                                              | Itàlia · Adriano Baffi · Marco Villa                                                       | Suïssa · Kurt Betschart · Bruno Risi                                             |
| Torí                  |                                                                                     |                                                                                            |                                                                                  |
| Keirin                | Ainārs Ķiksis (LAT)                                                                 | José Antonio Villanueva (ESP)                                                              | Mickaël Bourgain (FRA)                                                           |
| Quilòmetre            | Stefan Nimke (GER)                                                                  | Grzegorz Krejner (POL)                                                                     | Andriy Vynokourov (UKR)                                                          |
| Velocitat             | Ainārs Ķiksis (LAT)                                                                 | Matthias John (GER)                                                                        | Viesturs Bērziņš (LAT)                                                           |
| Velocitat per equips  | Polònia · Grzegorz Krejner · Konrad Czajkowski · Marcin Mientki                     | Alemanya · Stefan Nimke · René Wolff · Matthias John                                       | Regne Unit · Chris Hoy · Jason Queally · Neil Campbell                           |
| Persecució            | Sergiy Matveyev (UKR)                                                               | Mauro Trentini (ITA)                                                                       | Robert Karśnicki (POL)                                                           |
| Persecució per equips | Itàlia · Adler Capelli · Andrea Collinelli · Mauro Trentini · Cristiano Citton      | Ucraïna · Alexandre Simonenko · Sergiy Matveyev · Lyubomyr Polatayko · Olexander Fedenko   | Regne Unit · Paul Manning · Bryan Steel · Chris Newton · Bradley Wiggins         |
| Puntuació             | Cho Ho-sung (KOR)                                                                   | Edouard Gritsoun (RUS)                                                                     | Marlon Pérez (COL)                                                               |
| Madison               | Eslovàquia · Martin Liška · Jozef Žabka                                             | Itàlia · Silvio Martinello · Marco Villa                                                   | Bèlgica · Matthew Gilmore · Etienne De Wilde                                     |
| Ipoh                  |                                                                                     |                                                                                            |                                                                                  |
| Keirin                | No disputat                                                                         |                                                                                            |                                                                                  |
| Quilòmetre            | Arnaud Duble (FRA)                                                                  | Teun Mulder (NED)                                                                          | Matthew Sinton (NZL)                                                             |
| Velocitat             | Mickaël Bourgain (FRA)                                                              | Matthias John (GER)                                                                        | Anthony Peden (NZL)                                                              |
| Velocitat per equips  | França · Arnaud Duble · Jérôme Hubschwerlin · Mickaël Bourgain                      | Japó · Takahiro Arai · Akihiro Isezaki · Umezaku Sano                                      | Nova Zelanda · Timothy Carswell · Anthony Peden · Matthew Sinton                 |
| Persecució            | Ondřej Sosenka (CZE)                                                                | Robert Karśnicki (POL)                                                                     | Gary Anderson (NZL)                                                              |
| Persecució per equips | Nova Zelanda · Brendon Cameron · Gregory Henderson · Lee Vertongen · Gary Anderson  | Polònia · Grzegorz Mroziński · Robert Karśnicki · Sebastian Jezierski · Szymon Kurdynowsky | Iran · Amir Zargari · Moussa Arbati · Alireza Haghi · Abbas Saeidi Tanha         |
| Puntuació             | Glen Thompson (NZL)                                                                 | Jukka Heinikainen (FIN)                                                                    | Colby Pearce (EUA)                                                               |
| Madison               | No disputat                                                                         |                                                                                            |                                                                                  |

### Femenins
| Event                 | Guanyadora                          | Segona                   | Tercera                        |
| Moscou                | Moscou                              | Moscou                   | Moscou                         |
| --------------------- | ----------------------------------- | ------------------------ | ------------------------------ |
| 500 m. contrarellotge | Jiang Cuihua (CHN)                  | Félicia Ballanger (FRA)  | Svetlana Grankovskaya (RUS)    |
| Velocitat             | Svetlana Grankovskaya (RUS)         | Félicia Ballanger (FRA)  | Natàl·lia Markovnichenko (BLR) |
| Persecució            | Leontien Zijlaard-van Moorsel (NED) | Marion Clignet (FRA)     | Elena Tchalykh (RUS)           |
| Puntuació             | Elena Tchalykh (RUS)                | Marion Clignet (FRA)     | Antonella Bellutti (ITA)       |
| Cali                  |                                     |                          |                                |
| 500 m. contrarellotge | Lyndelle Higginson (AUS)            | Céline Nivert (FRA)      | Nancy Contreras (MEX)          |
| Velocitat             | Lyndelle Higginson (AUS)            | Tanya Lindenmuth (EUA)   | Lori-Ann Muenzer (CAN)         |
| Persecució            | Sarah Ulmer (NZL)                   | Antonella Bellutti (ITA) | Alayna Burns (AUS)             |
| Puntuació             | Alayna Burns (AUS)                  | Antonella Bellutti (ITA) | Mandy Poitras (CAN)            |
| Ciutat de Mèxic       |                                     |                          |                                |
| 500 m. contrarellotge | Nancy Contreras (MEX)               | Lyndelle Higginson (AUS) | Ulrike Weichelt (GER)          |
| Velocitat             | Lyndelle Higginson (AUS)            | Tanya Lindenmuth (EUA)   | Jennie Reed (EUA)              |
| Persecució            | Antonella Bellutti (ITA)            | Kathryn Watt (AUS)       | Anouska van der Zee (NED)      |
| Puntuació             | Anouska van der Zee (NED)           | Belem Guerrero (MEX)     | Megan Troxell (EUA)            |
| Torí                  |                                     |                          |                                |
| 500 m. contrarellotge | Félicia Ballanger (FRA)             | Wang Yan (CHN)           | Katrin Meinke (GER)            |
| Velocitat             | Félicia Ballanger (FRA)             | Oksana Gríxina (RUS)     | Natàl·lia Markovnichenko (BLR) |
| Persecució            | Marion Clignet (FRA)                | Sarah Ulmer (NZL)        | Olga Sliússareva (RUS)         |
| Puntuació             | Olga Sliússareva (RUS)              | Antonella Bellutti (ITA) | Teodora Ruano (ESP)            |
| Ipoh                  |                                     |                          |                                |
| 500 m. contrarellotge | Katrin Meinke (GER)                 | Céline Nivert (FRA)      | Szilvia Szabolcsi (HUN)        |
| Velocitat             | Katrin Meinke (GER)                 | Szilvia Szabolcsi (HUN)  | Lu Yi Wen (HKG)                |
| Persecució            | Zhao Haijuan (CHN)                  | Frances Newstead (GBR)   | Nadejda Vlassova (RUS)         |
| Puntuació             | Frances Newstead (GBR)              | Rochelle Gilmore (AUS)   | Nadejda Vlassova (RUS)         |

## Classificacions

### Països
| Rang | País/Equip    | Moscou | Cali | C. Mèxic | Torí | Ipoh | Total |
| ---- | ------------- | ------ | ---- | -------- | ---- | ---- | ----- |
| 1    | França        | 101    | -    | -        | 68   | 60   | 365   |
| 2    | Itàlia        | 43     | -    | -        | 71   | 31   | 277   |
| 3    | Alemanya      | 62     | -    | -        | 65   | 45   | 250   |
| 4    | Austràlia     | 5      | -    | -        | 7    | 10   | 225   |
| 5    | Estats Units  | 16     | -    | -        | 4    | 14   | 180   |
| 6    | Rússia        | 84     | -    | -        | 60   | 24   | 168   |
| 7    | Nova Zelanda  | 0      | -    | -        | 18   | 65   | 159   |
| 8    | Països Baixos | 19     | -    | -        | 30   | 10   | 138   |
| 9    | Espanya       | 44     | -    | -        | 28   | 0    | 125   |
| 10   | Regne Unit    | 32     | -    | -        | 39   | 36   | 122   |

### Masculins
| Pos. | Ciclista         | Mos | Cal | Mex | Tor | Ipo | Pts |
| 1.   | Roberto Chiappa  | 6   | 8   | 12  | -   | -   | 26  |
| 2.   | Ainārs Ķiksis    | 8   | -   | -   | 12  | -   | 20  |
| 3.   | Mickaël Bourgain | 3   | -   | 5   | 8   | -   | 16  |
| 4.   | Pavel Buráň      | 10  | -   | -   | 5   | -   | 15  |
| 5.   | Jan van Eijden   | 12  | -   | -   | -   | -   | 12  |
| -    | Ivan Vrba        | -   | 12  | -   | -   | -   | 12  |

| Pos. | Ciclista           | Mos | Cal | Mex | 'Tor | Ipo | Pts |
| 1.   | Arnaud Duble       | -   | 12  | -   | -    | 12  | 24  |
| 2.   | Grzegorz Krejner   | 6   | -   | 8   | 10   | -   | 24  |
| 3.   | Teun Mulder        | 5   | -   | 5   | -    | 10  | 20  |
| 4.   | Matthew Sinton     | -   | 6   | -   | -    | 8   | 14  |
| 5.   | Stefan Nimke       | -   | -   | -   | 12   | -   | 12  |
| -    | Hervé Robert Thuet | 12  | -   | -   | -    | -   | 12  |
| -    | Arnaud Tournant    | -   | -   | 12  | -    | -   | 12  |

| Pos. | Ciclista         | Mos | Cal | Mex | 'Tor | Ipo | Pts |
| 1.   | Mickaël Bourgain | 5   | -   | 10  | 4    | 12  | 31  |
| 2.   | Matthias John    | -   | -   | 3   | 10   | 10  | 23  |
| 3.   | Viesturs Bērziņš | 6   | -   | 8   | 8    | -   | 22  |
| 4.   | Eyk Pokorny      | -   | -   | 12  | -    | 7   | 19  |
| 5.   | Ainārs Ķiksis    | 1   | -   | 6   | 12   | -   | 19  |

| Pos. | Ciclista           | Mos | Cal | Mex | 'Tor | Ipo | Pts |
| 1.   | Robert Karśnicki   | 3   | -   | -   | 8    | 10  | 21  |
| 2.   | Ondřej Sosenka     | 7   | -   | -   | -    | 12  | 19  |
| 3.   | Gary John Anderson | -   | 10  | -   | -    | 8   | 18  |
| 4.   | Michele Canevarolo | 6   | 7   | -   | -    | 5   | 18  |
| 5.   | Franco Marvulli    | 5   | -   | 6   | 2    | -   | 13  |

| Pos. | Equip    | Mos | Cal | Mex | 'Tor | Ipo | Pts |
| 1.   | França   | 4   | 10  | 12  | -    | 12  | 38  |
| 2.   | Espanya  | 12  | 12  | -   | -    | -   | 24  |
| 3.   | Japó     | 7   | 2   | -   | 2    | 10  | 21  |
| 4.   | Letònia  | 8   | -   | 8   | 5    | -   | 21  |
| 5.   | Alemanya | -   | -   | 10  | 10   | -   | 20  |

| Pos. | Equip        | Mos | Cal | Mex | 'Tor | Ipo | Pts |
| 1.   | Itàlia       | 2   | 7   | 10  | 12   | -   | 31  |
| 2.   | Nova Zelanda | -   | 12  | -   | -    | 12  | 24  |
| 3.   | França       | 8   | -   | 7   | 7    | -   | 22  |
| 4.   | Ucraïna      | 7   | -   | -   | 10   | -   | 17  |
| 5.   | Polònia      | 6   | -   | -   | 1    | 10  | 17  |

| Pos. | Ciclista        | Mos | Cal | Mex | 'Tor | Ipo | Pts |
| 1.   | Marlon Pérez    | -   | 12  | -   | 8    | -   | 20  |
| -    | Glen Thompson   | -   | 8   | -   | -    | 12  | 20  |
| 3.   | Franz Stocher   | 10  | 10  | -   | -    | -   | 20  |
| 4.   | Cho Ho-sung     | 7   | -   | -   | 12   | -   | 19  |
| 5.   | Matthew Gilmore | 2   | -   | 12  | 3    | -   | 17  |

| Pos. | Ciclista   | Mos | Cal | Mex | 'Tor | Ipo | Pts |
| 1.   | Itàlia     | -   | 4   | 10  | 10   | -   | 24  |
| 2.   | Àustria    | 10  | 8   | -   | 6    | -   | 24  |
| 3.   | Bèlgica    | 8   | -   | 7   | 8    | -   | 23  |
| 4.   | Eslovàquia | 6   | -   | -   | 12   | -   | 18  |
| 5.   | Espanya    | 2   | -   | 12  | 1    | -   | 15  |

### Femenins
| Pos. | Ciclista            | Mos | Cal | Mex | 'Tor | Ipo | Pts |
| 1.   | Antonella Bellutti  | 8   | 10  | 7   | 10   | -   | 35  |
| 2.   | Belem Guerrero      | -   | 7   | 10  | -    | -   | 17  |
| 3.   | Anouska van der Zee | -   | -   | 12  | 4    | -   | 16  |
| 4.   | Alayna Burns        | -   | 12  | -   | -    | -   | 12  |
| -    | Frances Newstead    | -   | -   | -   | -    | 12  | 12  |
| -    | Olga Sliússareva    | -   | -   | -   | 12   | -   | 12  |
| -    | Elena Tchalykh      | 12  | -   | -   | -    | -   | 12  |

| Pos. | Ciclista           | Mos | Cal | Mex | 'Tor | Ipo | Pts |
| 1.   | Nancy Contreras    | 6   | 8   | 12  | 3    | -   | 29  |
| 2.   | Félicia Ballanger  | 10  | -   | -   | 12   | -   | 22  |
| 3.   | Lyndelle Higginson | -   | 12  | 10  | -    | -   | 22  |
| 4.   | Katrin Meinke      | -   | -   | -   | 8    | 12  | 20  |
| 5.   | Céline Nivert      | -   | 10  | -   | -    | 10  | 20  |

| Pos. | Ciclista               | Mos | Cal | Mex | 'Tor | Ipo | Pts |
| 1.   | Lyndelle Higginson     | -   | 12  | 12  | -    | -   | 24  |
| 2.   | Félicia Ballanger      | 10  | -   | -   | 12   | -   | 22  |
| 3.   | Tanya Lindenmuth       | -   | 10  | 10  | -    | -   | 20  |
| 4.   | Szilvia Szabolcsi      | -   | -   | 3   | 5    | 10  | 18  |
| 5.   | Natalia Markovnichenko | 8   | -   | -   | 8    | -   | 16  |

| Pos. | Ciclista           | Mos | Cal | Mex | 'Tor | Ipo | Pts |
| 1.   | Antonella Bellutti | 7   | 10  | 12  | 7    | -   | 36  |
| 2.   | Marion Clignet     | 10  | -   | -   | 12   | -   | 22  |
| 3.   | Sarah Ulmer        | -   | 12  | -   | 10   | -   | 22  |
| 4.   | Kathryn Watt       | 5   | -   | 10  | -    | -   | 15  |
| 5.   | María Luisa Calle  | -   | 6   | 7   | -    | -   | 13  |